# Група армии „Юг“
Група армии „Юг“ (на немски: Heeresgruppe Süd) е името на войсково съединение на Вермахта по време на Втората световна война.

## Полска кампания
По време на кампанията срещу Полша през септември 1939 г., немските въоръжени сили обединяват частите си в две общоармейски формирования: група армии „Север“ и група армии „Юг“. Групата армии „Север“ е под командването на Федор фон Бок,а „Юг“ под командването на генерал-полковник Герд фон Рундщет, а началник-щаб е генерал-лейтенант Ерих фон Манщайн.

## Източен фронт
Групата е едно от трите големи немски съединения, които участват в операция „Барбароса“. Целта на група армии „Юг“ е да овладее Украйна и столицата ѝ Киев. Тази съветска република е основния индустриален и въгледобивен район на СССР, а плодородната ѝ земя е в основата на плановете на Хитлер за „жизнено пространство“ (Lebensraum).
За изпълнението на следващите ѝ поставени задачи (овладяване на Воронеж и напредване към Кавказ), нейния състав включва 1-ва танкова група, 6-а, 17-а и 11-а немски армии и румънските 3-та и 4-та армии.
След завладяването на Украйна, групата армии развива настъплението към Волга и Кавказ, привличайки големи сили на Червената армия и освобождавайки по този начин пътя на другите две големи формирования към Москва и Ленинград. За целта, група армии „Юг“ е разделена на две нови – група армии „А“ и група армии „Б“.
През февруари 1943 г., групата отново е сформирана – от обединението на група армии „Дон“ и остатъците на група армии „Б“ (претърпяла разгром в битката за Сталинград).
На 4 април 1944 г., войсковото съединение е преименувано на група армии „Северна Украйна“. Под това име води военни действия до 28 септември. Част от войските на група „Юг“ влизат в състава на новата група армии „Южна Украйна“, която съществува до септември 1944 г., когато е върнато старото име.
В края на войната, група армии „Юг“ отново сменя името си. Останките на формированието воюват в Чехословакия и Австрия като група армии „Остмарк“. Тя е едно от последните големи войскови съединения на Вермахта, което се предава на Съюзниците.
|  | Тази страница частично или изцяло представлява превод на страницата Army Group South в Уикипедия на английски. Оригиналният текст, както и този превод, са защитени от Лиценза „Криейтив Комънс – Признание – Споделяне на споделеното“, а за съдържание, създадено преди юни 2009 година – от Лиценза за свободна документация на ГНУ. Прегледайте историята на редакциите на оригиналната страница, както и на преводната страница, за да видите списъка на съавторите. ВАЖНО: Този шаблон се отнася единствено до авторските права върху съдържанието на статията. Добавянето му не отменя изискването да се посочват конкретни източници на твърденията, които да бъдат благонадеждни. |